# Dany González
Dany González, vollständiger Name Dany Mauricio González Álvarez (* 13. Juni 1985 in Melo), ist ein uruguayischer Fußballspieler.

## Karriere
Der 1,75 Meter große Offensivakteur González stand zu Beginn seiner Karriere bereits im Torneo Clasificatorio 2004 und sodann von der Apertura 2004 bis in die Clausura 2008 im Kader des Erstligisten Centro Atlético Fénix, mit dem er in der Spielzeit 2006/07 allerdings auch eine Zweitligasaison absolvierte. In der Apertura 2008 und der Clausura 2009 bestritt er sodann für den mexikanischen Klub Rayados Monterrey 28 Ligaspiele (zehn Tore) in der Liga de Ascenso (bzw. Primera División „A“). Die Apertura 2009 und das Bicentenario 2010 verbrachte er in Reihen von Alacranes de Durango. Er kam dort auf 24 Einsätze in der Liga de Ascenso und schoss neun Tore. Sodann wechselte er zu Universidad Guadalajara und lief in der Apertura 2010 achtmal (ein Tor) in der Liga de Ascenso auf. In der Clausura 2011, in der die Statistik für ihn 15 Spiele und vier Tore in jener Liga ausweist, war Orizaba sein Arbeitgeber. Für die Folgezeit liegen keine statistischen Daten vor. Orizaba verließ er Ende Januar 2013 in Richtung des uruguayischen Zweitligisten Huracán FC, für den er in der Saison 2013/14 bei zehn Einsätzen in der Segunda División viermal ins gegnerische Tor traf. Im Januar 2014 schloss er sich dem Erstligisten Sud América an, wurde dort allerdings bis zum Saisonende lediglich in einer Partie (kein Tor) der Primera División eingesetzt. Nach der Clausura 2014 wurde sein Abgang ohne Zielangabe vermeldet. In der Saison 2014/15 und darüber hinaus ist bislang (Stand: 11. September 2016) keine weitere Karrierestation im Profifußball für ihn verzeichnet.